# Trionyx kansaiensis
Trionyx kansaiensis es una especie extinta de tortuga de caparazón blando de la que se han hallado restos del Cretácico Superior del Tayikistán y de Kyzylorda (Kazajistán).